# Parc naturel Sciliar - Catinaccio
Le parc naturel Sciliar - Catinaccio (ou parc naturel Schlern - Rosengarten) est un espace naturel de 7 291 ha, situé dans le massif des Dolomites, dans le Tyrol du Sud. 
Le parc naturel a été créé en 1974. C'est le premier des sept parcs que compte la province de Bolzano. Le parc est réputé pour ses deux sommets les plus célèbres : la pointe Santner et la pointe Euringer.   
Depuis 2003, le groupe du Catinaccio fait également partie de la zone naturelle. 

## Principaux sommets
- Cima di Terrarossa, 2 655 m
- Catinaccio d'Antermoia, 3 002 m
- Cima Catinaccio, 2 981 m
- Tours de Vajolet, 2 821 m
- Sciliar, 2 563 m

## Principaux refuges
- Refuge Bolzano, 2 450 m
- Rifugio Alpe di Tires (it), 2 440 m

## Lacs
- Lac de Fiè

## Les communes
Le parc s'étend sur les territoires des communes de Castelrotto, Tires et Fiè allo Sciliar. 

## Tourisme
Le centre d'accueil et d'information du parc Steger Säge a été ouvert à proximité des bains de Lavina (Weißlahnbad), dans la municipalité de Tires. Le centre est installé dans un ancien moulin à eau qui exploitait une scierie hydraulique, en activité de 1598 à la fin des années 1950. On peut y voir une exposition sur l'artisanat traditionnel et la géologie du parc. 
En plus de ce centre d'accueil, au lac de Fiè se trouve un point d'information (Infostelle Völser Weiher).

## Faune
Dans le parc, la faune est constituée d’espèces diverses : écureuils, faucons, marmottes et de nombreuses autres espèces. Il y a aussi des chevaux, des vaches et des chèvres en semi-liberté. 

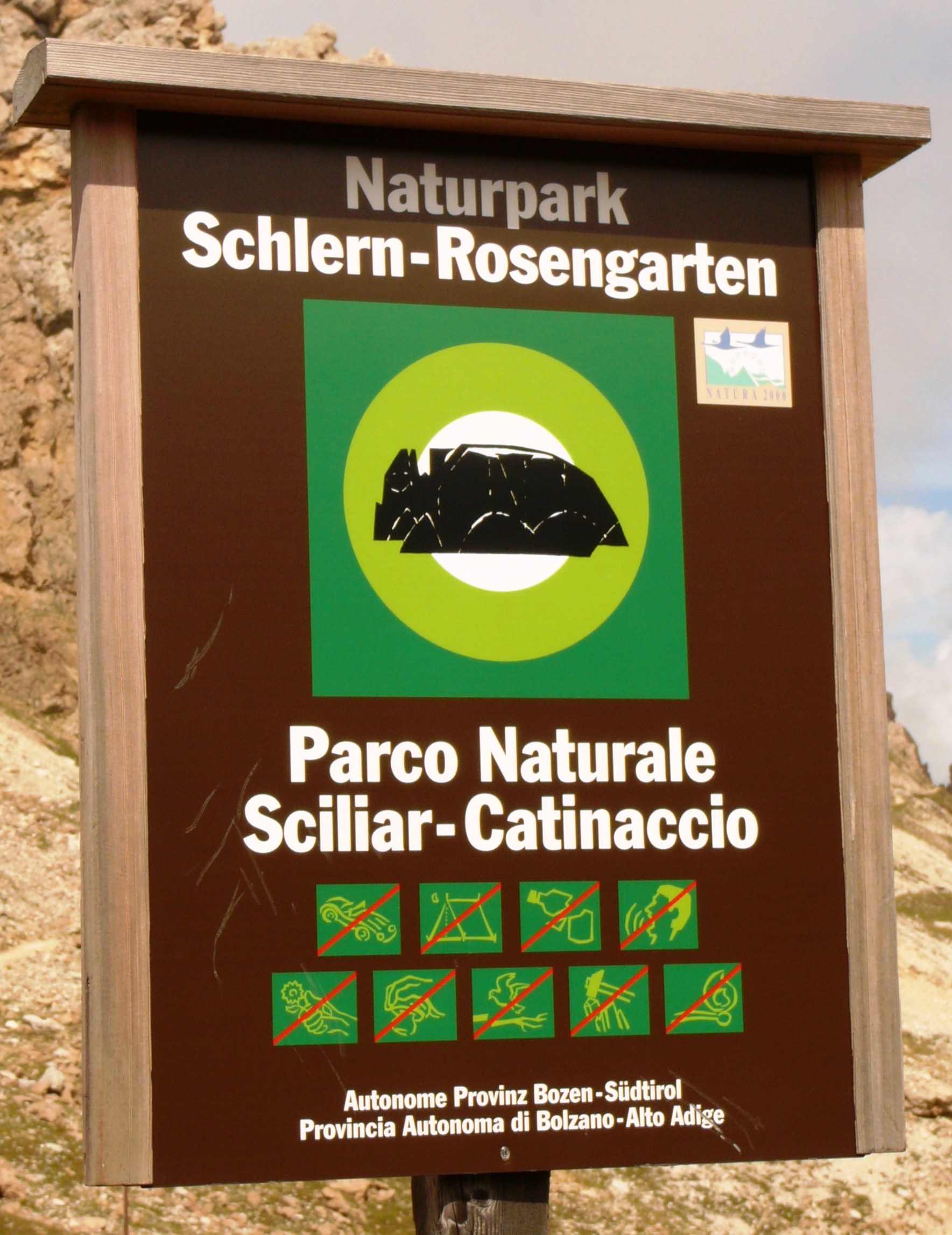
Panneau à l'entrée du parc.
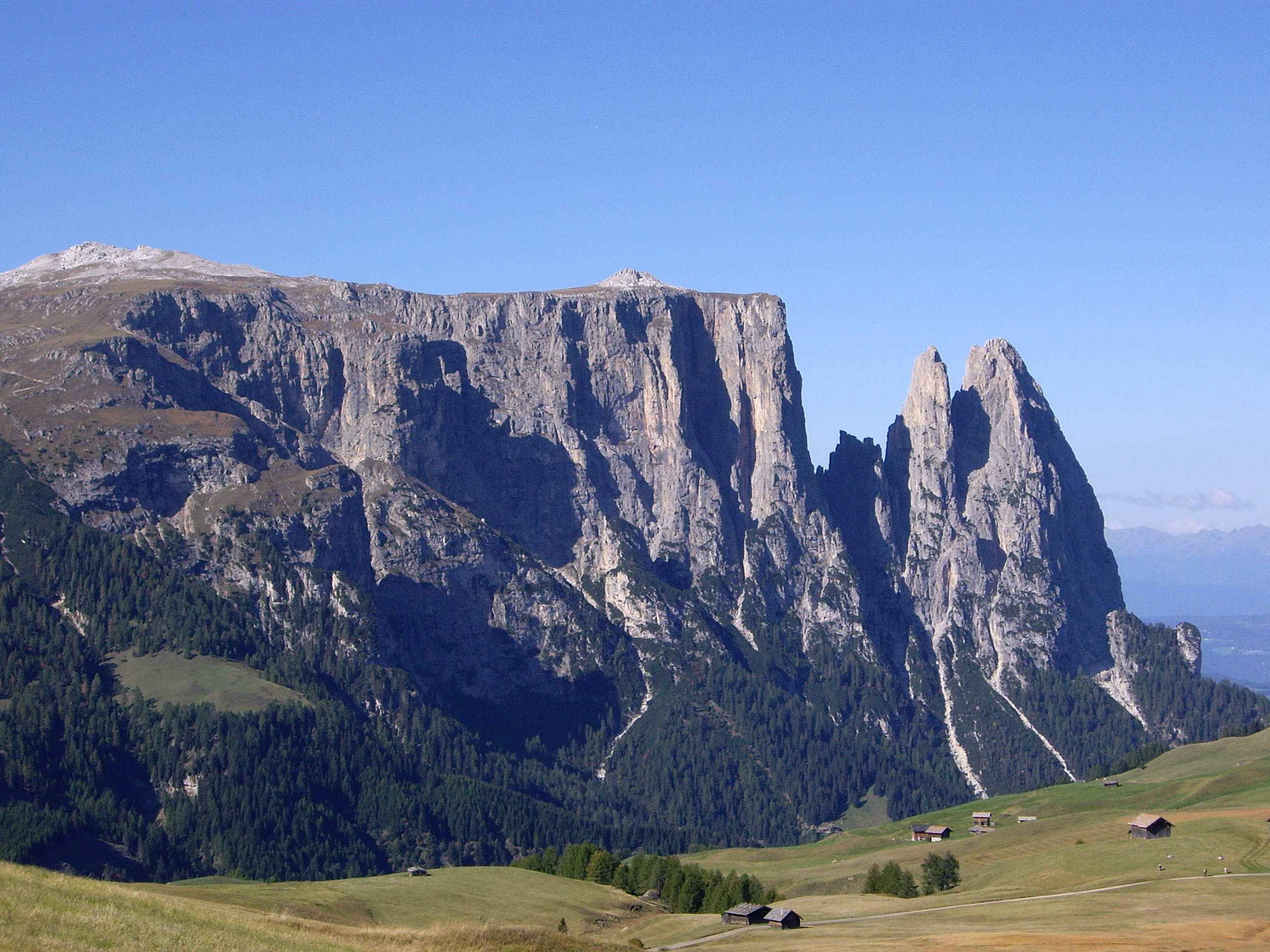
Le Sciliar vu de l'Alpe de Siusi.
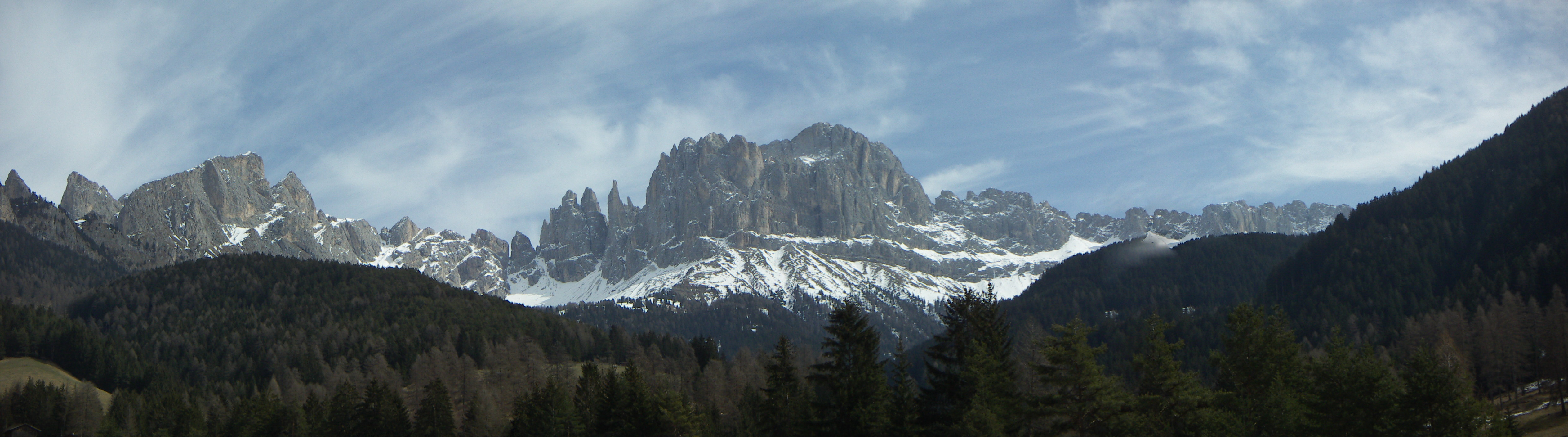
Le massif du Catinaccio vu du val di Tires.
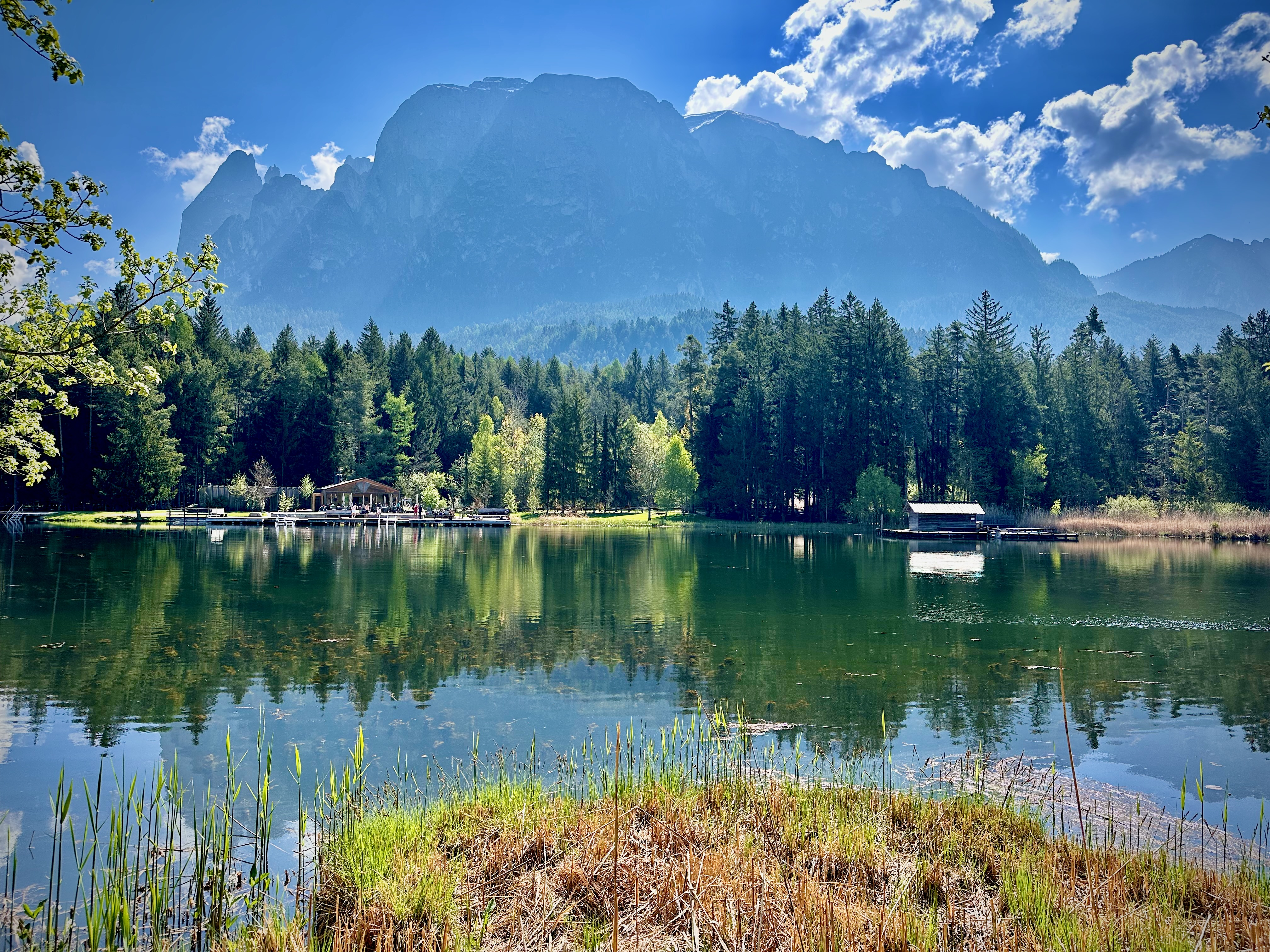
Lac de Fiè.